# Exochomus subrotundus
Exochomus subrotundus är en skalbaggsart som beskrevs av Thomas Casey 1899. Exochomus subrotundus ingår i släktet Exochomus och familjen nyckelpigor. Inga underarter finns listade i Catalogue of Life.